# Tramonto di un idolo
Tramonto di un idolo (The Oscar) è un film del 1966 diretto da Russell Rouse.

## Trama
Frankie Fane è candidato come miglior attore ai premi Oscar e, nell'attesa, il suo amico Hymie Kelly ne ricorda il percorso artistico ma soprattutto la sfrenata ambizione, che ha portato Frankie ad approfittare di ogni persona e a cogliere qualunque occasione per raggiungere il successo, anche a discapito di chi gli ha voluto veramente bene. Frankie ha lasciato la prima fidanzata, considerandola inutile per il percorso della sua carriera, ha sempre maltrattato la moglie, sposata solo per garantirsi una maggiore visibilità sui giornali, conduce una vita al di sopra delle sue possibilità e non se ne cura.
Nonostante il fallimento al botteghino degli ultimi lavori a cui ha partecipato, Frankie ha ricevuto ugualmente e in modo inatteso una nomination quale miglior attore. Divorato dall'ambizione, egli arriva ad ingaggiare un investigatore privato per capire le intenzioni dei votanti agli Oscar e tentare in qualche modo di manovrarli. Giunge l'atteso momento della proclamazione: quando Merle Oberon annuncia che il vincitore è Frank, Frankie si alza in piedi pronto a salire sul palco. Ma quando la Oberon aggiunge "Sinatra", Frankie deve rimanere al suo posto, impietrito e sconcertato, mentre le persone che lo circondano vedono in lui l'essere insensibile ed egocentrico che egli è.